# Serjania vesicosa
Serjania vesicosa är en kinesträdsväxtart som beskrevs av Ludwig Radlkofer. Serjania vesicosa ingår i släktet Serjania och familjen kinesträdsväxter. Inga underarter finns listade i Catalogue of Life.